# Tahsil d'Agra
El tahsil d'Agra és una subdivisió del districte d'Agra. Ja existia al segle xix quan el districte era part de les Províncies del Nord-oest i després de la Províncies Unides d'Agra i Oudh. Modernament forma una subdivisió del districte d'Agra a l'estat d'Uttar Pradesh.
El tahsil es troba a la vall del riu Jumna i inclou la ciutat d'Agra, capital de la divisió d'Agra, del districte d'Agra i del tahsil d'Agra, i de la qual agafa el nom. Sota els britànics la superfície era de 533 km² i la població el 1881 de 266.206 habitants, el 1891 de 272.718 i el 1901 de 291.044. El formaven 10 llogarets i la ciutat d'Agra (que tenia uns dos terços de la població). Està creuat pel canal d'Agra.